# Luis Vélez de Guevara
Luis Vélez de Guevara (1579 - 1644) fou un escriptor del barroc espanyol conegut sobretot per la seva obra satírica El diablo cojuelo, on usa el conceptisme i la figura d'un dimoni per criticar la societat del seu temps, anticipant-se a temes que seran comuns en la literatura fantàstica posterior. Escrigué diversos centenars de peces teatrals alternant el drama i la comèdia seguint el model de Lope de Vega.